# جون ستوكتون
جون ستوكتون (بالإنجليزية: John Stockton) مواليد 26 مارس 1962 في سبوكين، هو لاعب كرة سلة أمريكي سابق أصبح مدرباً بدأ مسيرته الاحترافية في سنة 1984. يبلغ طوله 6 قدم 1 بوصة (1.9 م). مثّل منتخب بلاده. شارك في مسابقة كرة السلة في الألعاب الأولمبية الصيفية. اعتزل اللعب في 2003.

## فرق لعب لها
- يوتاه جاز

## الميداليات
| الميدالية | المسابقة                       |
| --------- | ------------------------------ |
| ذهبية     | الألعاب الأولمبية الصيفية 1992 |
| ذهبية     | الألعاب الأولمبية الصيفية 1996 |

## روابط خارجية
- جون ستوكتون على موقع الاتحاد الدولي لكرة السلة (الإنجليزية)
- جون ستوكتون على موقع إن بي أي (الإنجليزية)
- جون ستوكتون على موقع سبورتس رفرنس (الإنجليزية)
- جون ستوكتون على موقع كرة السلة الأوروبية.كوم (الإنجليزية)
- جون ستوكتون على موقع كلية كرة السلة في سبورتس رفرنس.كوم (الإنجليزية)
- جون ستوكتون على موقع ريلجم (الإنجليزية)
- جون ستوكتون على موقع بروبوليرز (الإنجليزية)
- جون ستوكتون على موقع قاعة المشاهير الجامعة الوطنية لكرة السلة (الإنجليزية)
- جون ستوكتون على موقع سبورتس رفرنس (الإنجليزية)
- جون ستوكتون على موقع أوليمبيديا (الإنجليزية)